# 中国人民政治协商会议宁夏回族自治区委员会
中国人民政治协商会议宁夏回族自治区委员会，简称宁夏回族自治区政协或政协宁夏回族自治区委员会，是中国人民政治协商会议在宁夏回族自治区的地方组织机构。

## 历届领导

### 第一届
- 任期：1958年10月－1964年9月
- 主席：李景林
- 副主席：马思义、袁金璋、李冲和、何义江、洪清国、刘震寰（1960年3月－）、雷启霖（1961年5月－）

### 第二届
- 任期：1964年9月－1977年12月
- 主席：李景林
- 副主席：袁金璋、李冲和、刘震寰、刘继曾、雷启霖、洪清国

### 第三届
- 任期：1977年12月－1983年4月
- 主席：杨静仁（－1979年6月） → 王金璋（1979年6月－）
- 副主席：李景林、王金璋（－1979年6月）、雷启霖、牛化东、吴鸿业、金三寿、黄执中、马腾霭、洪清国、马佩勋（1979年4月－）、李凯国（1980年1月－）、杨正喜（1980年1月－）、罗文蔚（1980年1月－1980年4月）、李青萍（1980年1月－）、金凤山（1980年1月－）、李凤藻（1980年1月－）

### 第四届
- 任期：1983年4月－1988年6月
- 主席：王金璋 → 李恽和（1985年4月－）
- 副主席：雷启霖、陈静波、马立凯、张源、金三寿、洪清国、马烈孙、杨正喜、杨遇春、金凤山、李凤藻、吴尚贤、杨辛（1985年4月－）、马德钟（1986年4月－）

### 第五届
- 任期：1988年6月－1993年5月
- 主席：李恽和
- 副主席：申效曾、雷启霖、陈静波、马立凯、洪清国、马烈孙、吴尚贤、杨辛、马德钟、汪愚、刘闽生（1989年4月－）、郝廷藻（1990年4月－）、强锷（1990年4月－）

### 第六届
- 任期：1993年5月－1998年5月
- 主席：刘国范
- 副主席：雷启霖（－1994年12月）、郝廷藻、洪清国、马烈孙、吴尚贤、刘闽生、强锷、仝开锦、洪维宗（1996年4月－）、冯炯华（1996年4月－）、魏世成（1996年4月－）

### 第七届
- 任期：1998年5月－2003年1月
- 主席：马思忠
- 副主席：任怀祥、周文吉、刘闽生、洪维宗、魏世成、金晓昀、周振中、梁俭、马国权

### 第八届
- 任期：2003年1月－2008年1月
- 主席：任启兴
- 副主席：任怀祥、金晓昀、周振中、梁俭、马国权、李增林、陈育宁、马占山、马瑞文、曹维新

### 第九届
- 任期：2008年1月－2013年1月[3]
- 主席：项宗西
- 副主席：李淑芬、马国权、陈守信、袁汉民、陶源、解孟林、张乐琴、安纯人
- 秘书长：朱玉华

### 第十届
- 任期：2013年1月－2018年1月
- 主席：齐同生
- 副主席：李淑芬、张乐琴、安纯人、左军、刘小河、田成江、张学武、张守志、洪洋
- 秘书长：刘卉

### 第十一届
- 任期：2018年1月－2023年1月
- 主席：崔波
- 副主席：李彦凯（－2021年1月）、张守志、洪洋、马力（－2021年1月）、郭虎（－2022年9月）、冯志强、李泽峰（－2022年2月）、王紫云、马秀珍、郑震（2021年1月－）、许宁（2021年1月－）、赵永清（2022年1月－）、杨培君（2022年1月－）
- 秘书长：阮教育

### 第十二届
- 任期：2023年1月－
- 主席：陈雍
- 副主席：王和山、洪洋、刘可为、马秀珍、郑震、许宁、马文娟、陆军、杨淑丽（2024年1月－）
- 秘书长：曹志斌